# Gastrosofia

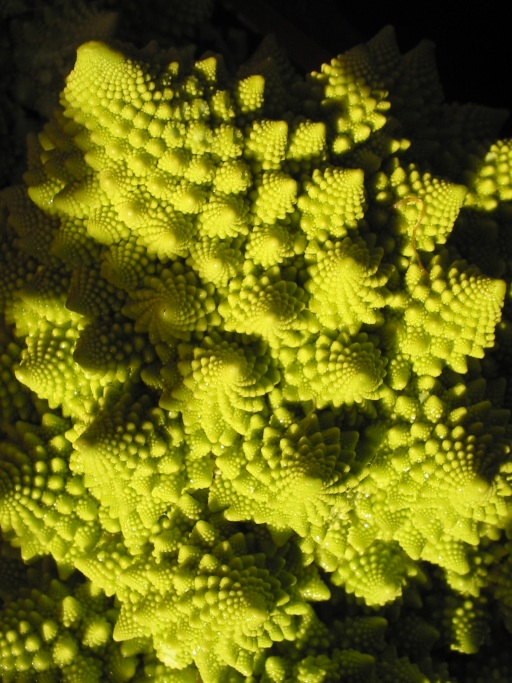
Romanesco

La gastrosofia  és l'anomenada ciència dels apetits, els goigs i els sentiments. Es fusionen en aquesta ciència el coneixement culinari (així com els costums) amb el plaer pel menjar, la beguda i els costums. És anomenat l'art dels plaers de la taula. La gastrosofia té per objecte la gastronomia i estudiar el que es cuina, el que es beu i, sobretot com s'ha fet al llarg de la història, els orígens i quines són les fonts escrites del menjar.
El fundador d'aquest moviment va ser Eugen von Vaerst (1792 - 1855) que amb el pseudònim de  Chevalier de Lelly  va ser el primer a definir el corrent filosòfic en el seu llibre:  Gastrosophie oder Lehre von den Freude der Tafel . En el seu llibre distingeix clarament entre tres tipus de comensals a l'hora de gaudir d'un plat: els Gourmand, els Gourmet i els  Gastròsofs . Els gastròsofs trien sempre el millor segons el que és saludable i més "moral", o bons costums.
Un estudiós posterior Jean Anthelme Brillat-Savarin (Fisiologia del Gust, 1825) va intentar reinterpetar els ensenyaments d'Eugen von Vaerst, esmentant el concepte de "filosofia del menjar". Avui en dia no existeix un ensenyament d'aquesta mena com a assignatura en cap universitat.

## Bubliografia
- "Die Kunst des Genießens. Eßkultur und Lebenslust", Gisèle Harrus-Révidi, Düsseldorf 1996 (alemany)
- "Gastrosophie oder Lehre von den Freude der Tafel", Eugen von Vaerst, (1851). (alemany)